# وارويك (جورجيا)
وارويك (بالإنجليزية: Warwick, Georgia)‏ هي مدينة تقع في مقاطعة وورث، جورجيا بولاية جورجيا في الولايات المتحدة. تبلغ مساحة هذه المدينة 2.1 (كم²)، وترتفع عن سطح البحر 85 م، بلغ عدد سكانها 430 نسمة في عام 2010 حسب إحصاء مكتب تعداد الولايات المتحدة.

## وصلات خارجية
- Cities & Counties - Georgia.gov